# Księstwo Austriackie

Maksymalny zasięg panowania króla czeskiego Przemysła Ottokara II

Księstwo Austriackie (niem. Herzogtum Österreich, cz. Rakouské vévodství) – jeden z krajów tworzących Święte Cesarstwo Rzymskie, centrum monarchii Habsburgów i rdzeń powstałego w 1804 cesarstwa Austrii. 
Początkiem Austrii było utworzone w 976 z ziem Marchii Panońskiej terytorium Marchii Austriackiej. Ziemie te Bawarowie zasiedlali w IX i X wieku. Początkowo władzę sprawowała tu dynastia Babenbergów. 
W 1156 cesarz Fryderyk I Barbarossa podniósł marchię do rangi księstwa w dokumencie Privilegium Minus. Pierwszym księciem został ówczesny margrabia Henryk Jasomirgott. Po wygaśnięciu Babenbergów w 1246 księstwo znalazło się na 30 lat w rękach królów czeskich z dynastii Przemyślidów, Wacława I i Przemysła Ottokara II. W 1278 roku, na skutek bitwy pod Suchymi Krutami, księstwo ostatecznie przejęli Habsburgowie. 
W roku 1359 Rudolf IV Habsburg w sfałszowanym dokumencie Privilegium Maius ogłosił Austrię arcyksięstwem. Ta ostatnia decyzja nie była jednak uznawana przez cesarzy aż do 1453, gdy zatwierdził ją sprawujący obie godności – cesarską i książęcą w Austrii – Fryderyk III Habsburg.